# Sao Jose Dos Campo
Sao Jose Dos Campo är en flygplats i Brasilien.   Den ligger i kommunen São José dos Campos och delstaten São Paulo, i den sydöstra delen av landet, 900 km söder om huvudstaden Brasília. Sao Jose Dos Campo ligger 646 meter över havet.
Terrängen runt Sao Jose Dos Campo är platt. Runt Sao Jose Dos Campo är det tätbefolkat, med 709 invånare per kvadratkilometer.. Närmaste större samhälle är São José dos Campos, 5,9 km norr om Sao Jose Dos Campo.
Runt Sao Jose Dos Campo är det i huvudsak tätbebyggt.